# Sturnira thomasi
Sturnira thomasi là một loài động vật có vú trong họ Dơi mũi lá, bộ Dơi. Loài này được de la Torre & Schwartz mô tả năm 1966.